# Février 1894

## Événements
- 10 février : traité de commerce entre la Russie et l’Allemagne.

- 12 février : 
  - Le Café Terminus près de la gare Saint-Lazare à Paris est la cible d'un attentat anarchiste, faisant un vingtaine de blessés dont l'un succombera à ses blessures. L'acte a été fomenté par Émile Henry, qui est rapidement arrêté par la suite.
  - Prise de Tombouctou par les Français. Partie de Sansanding, la colonne de renfort commandée par le lieutenant-colonel Étienne Bonnier, devait arriver le 10 janvier à Tombouctou. Le 14, elle est assaillie par les Touareg à Takoubao, près de Goundam, qui l’anéantissent. Le commandant Joffre rétablit la situation dès le 20 janvier. Il atteint Niafunké et inflige une sanglante défaite aux Touaregs quelques jours plus tard. À Tombouctou, Joffre édifie le fort Bonnier et construit des fortifications à Kabara, Korioumé et Goundam. Puis il lance des expéditions contre les diverses factions qui ont participé au combat de Takoubao, les contraignant à faire officiellement leur soumission. Joffre quitte Tombouctou le 10 juillet, après avoir fermement établit le contrôle de l’armée française sur la ville et ses environs.

- 22 février : Policarpo Bonilla devient président de la République du Honduras. Il répond d’abord favorablement à la demande du Guatemala de reconstituer la Fédération centraméricaine, mais abandonne son allié lorsque ce dernier décide d’envahir le Salvador qui s’était refusé à entrer dans la future fédération.

## Naissances
- 8 février :
  - Billy Bishop, as de l'aviation durant la première guerre mondiale.
  - Rosita Renard, pianiste chilienne († 24 mai 1949).
  - King Vidor, réalisateur américain.
- 9 février : Bert Corbeau, joueur professionnel de hockey sur glace.
- 10 février : Harold Macmillan, Premier ministre britannique de 1957 à 1963 († 29 décembre 1986).
- 12 février : Charles de Chauton, fonctionnaire et historien local français († 22 juillet 1972).
- 14 février : Berten Dejonghe, coureur cycliste belge († 9 février 1981).
- 20 février : Jarosław Iwaszkiewicz, écrivain et dramaturge polonais († 2 mars 1980).
- 22 février : Martin Sabarots, résistant français du réseau Alliance pendant la Seconde Guerre mondiale († 30 novembre 1944).
- 26 février : William J. Whaling, officier du Corps des Marines des États-Unis († 20 novembre 1989).

## Décès
- 7 février : Adolphe Sax, inventeur (belge) du saxophone (° 6 novembre 1814).
- 9 février : Maxime du Camp, écrivain français (° 8 février 1822).
- 11 février : Archibald McKellar, chef du Parti libéral de l'Ontario.
- 21 février : Gustave Caillebotte, peintre et collectionneur français (° 19 août 1848).